# داغ هايردال لارسن
داغ هايردال لارسن (بالنرويجية البوكمول: Dag Heyerdahl Larsen)‏ هو مترجم نرويجي، ولد في 25 أكتوبر 1955، وتوفي في 7 يناير 2012.